# Capparis roxburghii
Capparis roxburghii är en kaprisväxtart som beskrevs av Dc. Capparis roxburghii ingår i släktet Capparis och familjen kaprisväxter. Inga underarter finns listade i Catalogue of Life.